# Christopher Tyng
Stephen Christopher Tyng (* 25. April 1955 in Brooklyn, New York City) ist ein US-amerikanischer Filmkomponist. Bekannt wurde er für seine Musik zu den Serien Futurama und O.C., California.

## Leben
Neben seiner Arbeit als Filmkomponist seit 1992 trat Tyng bislang auch als Musikproduzent und Arrangeur in Erscheinung. Zu dem Film Hip Hop Hood – Im Viertel ist die Hölle los unterstützte er John Barnes als Komponist ergänzender Musik.

## Filmografie (Auswahl)
Filme
- 1992: The Criminal Mind
- 1994: Evolver
- 1996: Kazaam – Der Geist aus der Flasche (Kazaam)
- 1996: Wer ist Mr. Cutty? (The Associate)
- 2007: Futurama: Bender’s Big Score
- 2008: Knight Rider – K.I.T.T. in Gefahr! (Knight Rider)
- 2008: Futurama: Bender’s Game
- 2008: Futurama: Die Ära des Tentakels (Futurama: The Beast with a Billion Backs)
- 2008: Finding Amanda
- 2009: Futurama: Leela und die Enzyklopoden (Futurama: Into the Wild Green Yonder)

Serien
- 1999–2013: Futurama
- 2001–2002: Der Job (The Job)
- 2003–2007: O.C., California (The O.C.)
- 2004–2011: Rescue Me
- 2008–2009: Knight Rider
- 2010: Covert Affairs
- 2011–2019: Suits
- 2019: Pearson